# Fighting Eagles Nagoya
Il Fighting Eagles Nagoya (ファイティングイーグルス名古屋), noto anche come Toyotsu Fighting Eagles Nagoya per motivi di sponsorizzazione, è un club di pallacanestro con sede a Nagoya, in Giappone. Fondato nel 1957, gioca in B.League.

## Storia
Il Fighting Eagles Nagoya è una squadra di pallacanestro giapponese fondata a Nagoya nel 1957. In passato ha partecipato alla Japan Basketball League 2 dal 2007 al 2013 e alla National Basketball Development League dal 2013 al 2016. Attualmente gioca in B1 League, la massima serie del campionato giapponese di pallacanestro.

## Palmarès
- B2 League: 1

2021-22
- National Basketball Development League: 4

2008-09, 2009-10, 2010-11, 2011-12